# Strina aurichalcea
Strina aurichalcea is een keversoort uit de familie ruighaarkevers (Dryopidae). De wetenschappelijke naam van de soort werd in 1867 gepubliceerd door Redtenbacher.